# Berliner Eishockeymeisterschaft 1909/10
Die erste offiziell in Deutschland ausgespielte Eishockeymeisterschaft war die Berliner Eishockeymeisterschaft 1910.

## Berliner Meisterschaft
Die Meisterschaft fand vom 16. bis 18. Januar 1910 mit zehn Mannschaften im Berliner Eispalast statt. Meister wurde der Berliner Schlittschuhclub, der als führenderer Eishockeyverein Deutschlands in dieser Zeit gilt. Im Finale besiegte er den BFC Preussen.
Weitere Teilnehmer der Meisterschaft waren:
- SC Charlottenburg
- Berliner Sport-Club
- SC Komet Berlin
- Berliner HC
- Berliner Eislauf Verein 1904
- BTuFC Britannia
- Berliner EV 1886
- EV Berlin

## Berliner Eispalast-Pokal
Einen Monat vor der Meisterschaft, am 14. und 15. Dezember 1909, wurde der Berliner Eispalast-Pokal ausgespielt. Auch diesen gewann der Berliner Schlittschuhclub – im Finale gegen seine zweite Mannschaft.

### Viertelfinale
Der Berliner Schlittschuhclub erhielt ein Freilos.
|  | Berliner EV 1886 | 5:0 | SC Komet | Berliner Eispalast, Berlin |

|  | Berliner Schlittschuhclub II | 7:3 | Berliner Sport-Club | Berliner Eispalast, Berlin |

|  | SC Charlottenburg | 2:1 | BFC Preussen | Berliner Eispalast, Berlin |

### Halbfinale
|  | Berliner Schlittschuhclub II | 16:0 | Berliner EV 1886 | Berliner Eispalast, Berlin |

|  | Berliner Schlittschuhclub | 15:0 | SC Charlottenburg | Berliner Eispalast, Berlin |

### Finale
|  | Berliner Schlittschuhclub | 5:2 | Berliner Schlittschuhclub II | Berliner Eispalast, Berlin |

In der Mannschaft des Schlittschuhclub standen unter anderem Mohr (Torwart), C.M. Lüdecke, Backer und Bruno Grauel.